# Pentidattilo
Pentidattilo (Πενταδάττυλο, Pentadáttylo nel dialetto greco-calabro) è una frazione del Comune di Melito Porto Salvo, della città metropolitana di Reggio Calabria. Fino al 1811 fu un Comune autonomo. 
A partire dai primi anni del XXI secolo, e senza fondati motivi, sempre più spesso, viene comunemente chiamato Pentedattilo, malgrado già nei documenti di età moderna sia molto più frequentemente indicato come Pentidattilo (le tre vocali a, e, ed i nelle fonti storiche si alternano spesso a causa della pronuncia dialettale reggina); anche nei documenti contemporanei, così come nella segnaletica stradale, la grafia in realtà è sempre stata Pentidattilo. La variante Pente- sembra ricalcare la grafia della parola cinque in greco moderno.

## Il borgo arroccato
Posto a 250 metri s.l.m. Pentidattilo sorge arroccato sulla rupe del Monte Calvario, dalla caratteristica forma che ricorda quella di una ciclopica mano con cinque dita,  e da cui deriva il nome del borgo in lingua greca πέντα-δάκτυλος (traslitterato pènta-dàktylos), cioè "cinque dita".
L'antico paese, che sorgeva a 320 metri di altitudine, è stato definitivamente abbandonato nel 1971, dopo che, tre anni prima, era stato dichiarato inabitabile: la popolazione, infatti, era migrata leggermente verso valle formando un nuovo piccolo centro dal quale si poteva ammirare il vecchio paese fantasma.
Solo ultimamente alcuni artigiani hanno riavviato alcune botteghe, alle quali si è aggiunto, persino, un piccolo ristorante. 
Il borgo è stato interessato da alcuni interventi di riqualificazione, quali il restauro di alcuni edifici, oltre al rifacimento della pavimentazione della stradina principale. 
Ogni estate Pentidattilo è tappa del festival itinerante Paleariza, evento di cultura grecanica nel panorama internazionale. Tra agosto e settembre ospita, altresì, il Pentedattilo Film Festival, festival internazionale di cortometraggi.

## Storia
Colonia calcidese nel 640 a.C., fu per tutto il periodo greco-romano un fiorente centro economico della zona; durante il dominio romano divenne inoltre un importante centro militare per la sua strategica posizione di controllo sulla fiumara Sant'Elia, via privilegiata per raggiungere l'Aspromonte.
Con la dominazione bizantina iniziò un lungo periodo di declino, causato dai continui saccheggi che il paese subì prima da parte dei Saraceni ed in seguito anche da parte del Duca di Calabria.
(Muhammad al-Idrisi)
Nel XII secolo Pentidattilo fu conquistato da Normanni e, con i paesi di Capo D'Armi, Condofuri e Montebello Ionico, fu trasformato in una baronia affidata alla famiglia Abenavoli Del Franco dal re Ruggero I d'Altavilla.
Col passare del tempo l'egemonia feudataria degli Abenavoli Del Franco si restrinse e il governo del paese passò alla nobile famiglia reggina dei Francoperta; nel 1589, a causa di debiti e questioni di illegittimità, il feudo fu confiscato a Giovanni Francoperta e venduto all'asta dal Sacro Regio Consiglio per 15.180 ducati alla famiglia degli Alberti insieme al titolo di marchesi.
La dominazione degli Alberti, nonostante i tragici eventi legati alla cosiddetta Strage degli Alberti, durò fino al 1760 quando il feudo fu venduto ai Clemente, già marchesi di San Luca, e da questi ai Ramirez nel 1823.
Nel 1783 Pentidattilo fu gravemente danneggiato da un devastante terremoto, in seguito al quale iniziò un costante flusso migratorio verso Melito Porto Salvo che perdurò sino al periodo risorgimentale; proprio a causa dello spopolamento nel 1811 il comune fu trasferito a Melito Porto Salvo e Pentidattilo ne divenne frazione.
Dal 1904 e per 17 anni Gaetano Catanoso fu parroco del piccolo centro di Pentidattilo e si dedicò diligentemente alla sua opera di pastore. Da qui promosse l'Opera dei Chierici Poveri e la devozione al Volto Santo per la quale diede vita alla omonima Confraternita nel 1919. 
A metà degli anni sessanta del XX secolo il paese fu completamente abbandonato e tale rimase fino ai primi anni 1980, quando fu riscoperta da giovani ed associazioni. Iniziò così un lento cammino di recupero ad opera di volontari provenienti da tutta Europa.

### La strage degli Alberti

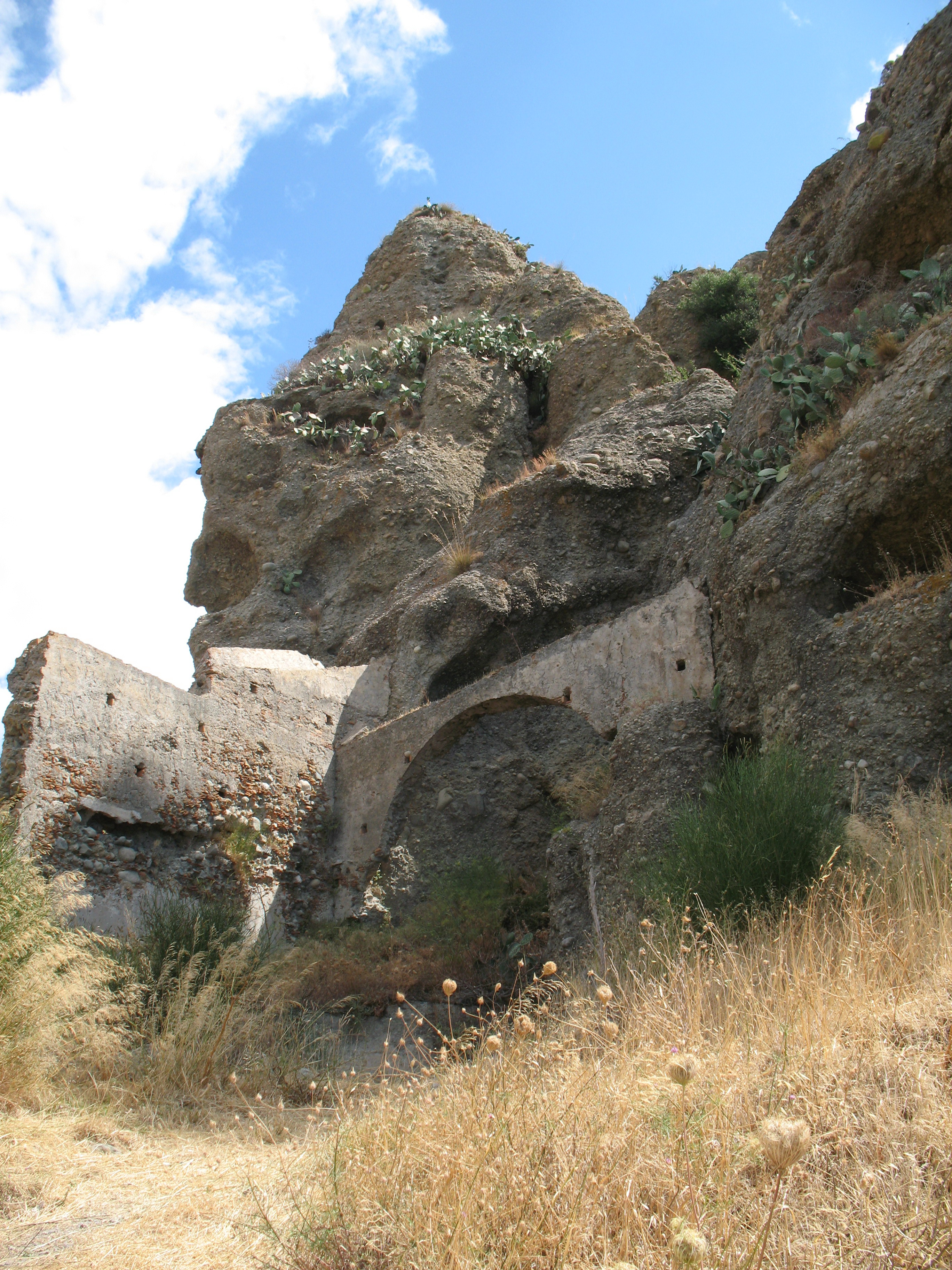
Ruderi del castello

Nella seconda metà del XVII secolo il paese di Pentidattilo fu teatro di un crudele misfatto noto come Strage degli Alberti, riportato alla luce dal romanzo di Andrea Cantadori "La tragedia di Pentidattilo".
Protagonisti di questa vicenda furono i membri di due nobili famiglie; quella degli Alberti, marchesi di Pentidattilo, e quella degli Abenavoli, baroni di Montebello Ionico ed ex feudatari di Pentidattilo.
Fra le due famiglie per lungo tempo vi era stata un'accesa rivalità per questioni relative ai confini comuni; tuttavia verso il 1680 le tensioni fra le due casate sembravano andare scemando sia per pressioni del Viceré, che intendeva pacificare la zona, sia perché il capostipite della famiglia Abenavoli, il barone Bernardino, progettava di prendere in moglie Antonietta, figlia del marchese Domenico Alberti.
Nel 1685 il marchese Domenico morì e gli succedette il figlio Lorenzo, che alcuni mesi dopo la morte del padre sposò Caterina Cortez, figlia di don Pedro Cortez, consigliere del Viceré di Napoli, Gaspar Méndez de Haro y Guzmán. In occasione di tale matrimonio da Napoli giunse in Calabria un lungo e sontuoso corteo che comprendeva, oltre alla sposa, don Pedro Cortez con la moglie e il figlio Don Petrillo Cortez. Don Petrillo ebbe quindi occasione di conoscere Antonietta e, rimasto dopo le nozze con la madre a Pentidattilo, causa una sua improvvisa malattia, ebbe l'occasione di frequentarla e di innamorarsene; chiese dunque a Lorenzo di poter sposare Antonietta ed il marchese Alberti acconsentì alle nozze della sorella.
La notizia del fidanzamento ufficiale fra Don Petrillo Cortez e Antonietta Alberti mandò su tutte le furie il barone Bernardino Abenavoli che, ferito nei sentimenti e nell'orgoglio, decise di vendicarsi su tutta la famiglia Alberti. Nella notte del 16 aprile 1686 Bernardino, grazie al tradimento di Giuseppe Scrufari, servo infedele degli Alberti, si introdusse all'interno del castello di Pentidattilo con un gruppo di uomini armati. Giunto nella camera da letto di Lorenzo, lo sorprese durante il sonno sparandogli due colpi di archibugio e finendolo con 14 pugnalate.
In seguito, assieme ai suoi uomini, si lanciò all'assalto delle varie stanze del castello uccidendo gran parte degli occupanti compreso Simone Alberti, fratellino di 9 anni di Lorenzo, mortalmente sbattuto contro una roccia. Da tale massacro furono risparmiati Caterina Cortez, Antonietta Alberti, la sorellina Teodora, il fratellino Luca, la madre Donna Giovanna e Don Petrillo Cortez, preso in ostaggio come garanzia contro eventuali ritorsioni del Viceré verso gli Abenavoli.

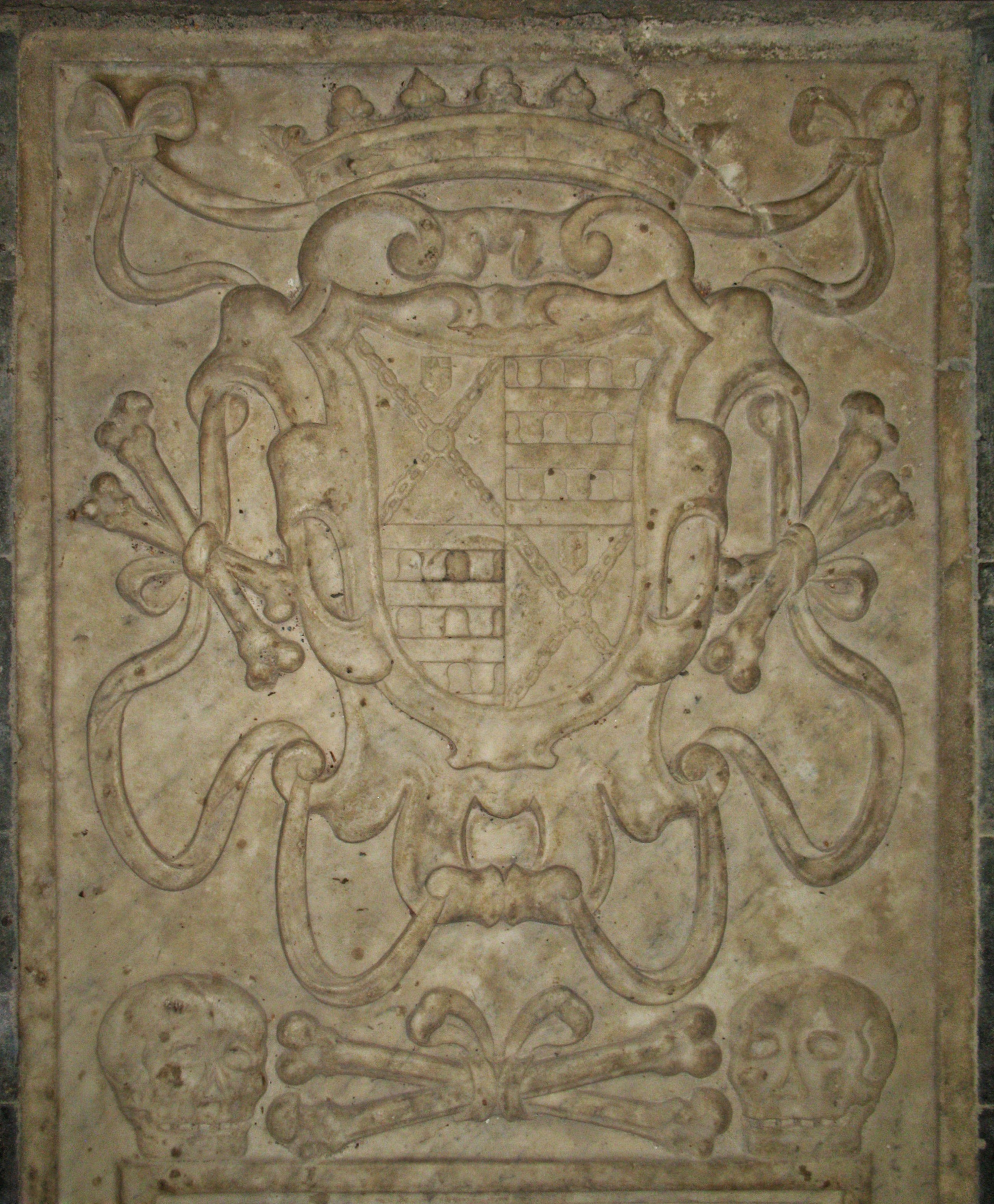
Stemma degli Alberti presente presso la chiesa di Pentidattilo

Dopo la strage Bernardino trascinò nel suo castello a Montebello Ionico l'ostaggio Don Petrillo Cortez e l'amata Antonietta, che sposò nella chiesa dittereale di San Nicola il 19 aprile 1686. La notizia della strage in pochi giorni giunse al Governatore di Reggio, quindi al Viceré che inviò una vera e propria spedizione militare. L'esercito, sbarcato in Calabria, attaccò il Castello degli Abenavoli, liberò Petrillo e Antonietta Cortez, e catturò sette degli esecutori della strage (compreso lo Scrufari), le cui teste furono tagliate ed appese ai merli del castello di Pentidattilo.
Il barone Abenavoli, grazie a vari espedienti e appoggi, riuscì a sfuggire alle truppe del Viceré insieme ad Antonietta e, dopo aver affidato la moglie ad un convento, scappò prima a Malta ed in seguito a Vienna dove entrò nell'esercito austriaco. Nominato capitano, fu ucciso da una palla di cannone durante una battaglia navale il 21 agosto 1692.
Antonietta Alberti, il cui matrimonio con Bernardino fu annullato dalla Sacra Rota nel 1690 perché contratto per effetto di violenza, finì i suoi giorni nel convento di clausura di Reggio Calabria, consumata dal dolore e dell'angoscia di essere stata lei l'involontaria causa dell'eccidio della sua famiglia. Uno dei pochi superstiti fu Luca Alberti, di soli 17 anni, fondatore dell'omonima famiglia nobile che si insediò nei territori Siciliani e che morì di tubercolosi nel 1734. La storia della Strage degli Alberti nel corso dei secoli ha dato origini a varie leggende e dicerie. Una di queste afferma che un giorno l'enorme mano si abbatterà sugli uomini per punirli della loro sete di sangue. Un'altra dice che le torri in pietra che sovrastano il paese rappresentano le dita insanguinate della mano del barone Abenavoli (per questo motivo Pentidattilo è stata più volte indicata come "la mano del Diavolo"). Un'altra infine narra che la sera, in inverno, quando il vento è violento tra le gole della montagna si riescono ancora a sentire le urla del marchese Lorenzo Alberti, mentre nelle sere di luna piena si possono udire lamenti provenire dall'alto della montagna: probabilmente si tratta dei morti che, dall'aldilà, reclamano vendetta.

## Omaggi
- Nel 1847 Edward Lear visitò Pentidattilo nel corso del suo viaggio a piedi per la provincia di Reggio Calabria. Dal suo passaggio trasse diversi disegni. E del borgo scrisse:

(Diario di un viaggio a piedi in Calabria, Edward Lear)
Pentidattilo è oggi una tappa fondamentale de "Il sentiero dell'inglese", un itinerario escursionistico che segue le tappe del viaggio di Lear nella Calabria Greca.
- Maurits Cornelis Escher vi soggiornò nella primavera del 1930 e realizzò su Pentidattilo una serie di incisioni.
- Alcune scene del film Un ragazzo di Calabria (1987), di Luigi Comencini e con Diego Abatantuono, sono state girate a Pentidattilo.
- Nel 2007 Robert Englund ha visitato (per le location del film The Vij) Pentidattilo dichiarando: «Personalmente ho tratto grandissima ispirazione da due paesini della provincia di Reggio Calabria: Pentedattilo e Bova. Quando li ho scoperti ho pensato che fossero set da milioni di dollari preparati per noi da Peter Jackson!».

- Nel 2020 la serie "Come una madre" di Vanessa Incontrada è stata girata in parte in questo borgo.
- Nel 2008 il regista Vittorio De Seta vi ha girato il cortometraggio Articolo 23 - Pentedattilo (5 min.).[7]

### Articoli
- Lionel Munaro, PENTIDATTILO: un'ipotesi toponomastica, Academia.edu,  p. 2. URL consultato il 6 giugno 2017.